# 糸島高校前駅

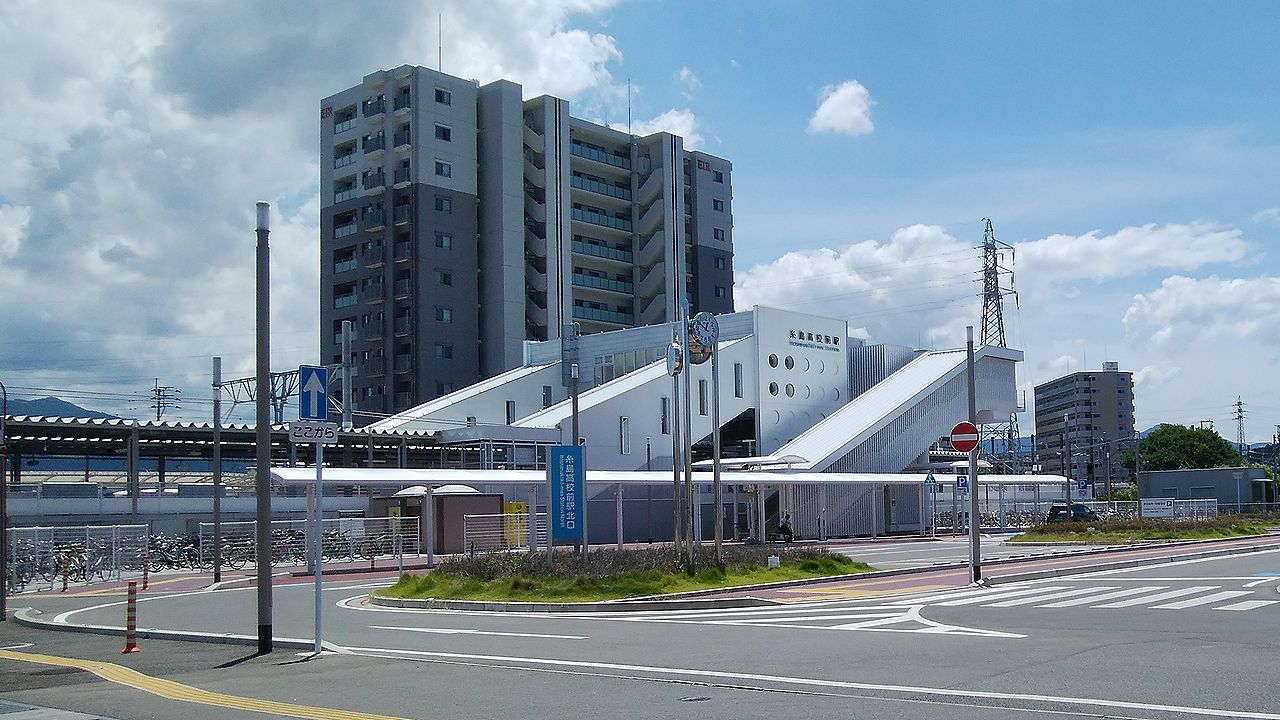
北口（2019年3月）

糸島高校前駅（いとしまこうこうまええき）は、福岡県糸島市伊都の杜一丁目にある、九州旅客鉄道（JR九州）筑肥線の駅である。駅番号はJK07。

## 建設の経緯
福岡県立糸島高等学校をはじめ飲食店、商業施設、福岡県糸島総合庁舎が立地しており、新駅予定地の南側では、区画整理事業によりさらなる市街地化が見込まれることから、糸島市がJR九州に設置を要望した請願駅である。当初は「浦志新駅」（うらししんえき）の仮称であった。請願駅の手法での設置のため、市が建設費を全額負担することになる。総事業費は約25億円。
2017年（平成29年）7月、新駅建設の促進組織である『筑肥線新駅建設促進会（会長：月形祐二・糸島市長）』が検討した結果「糸島高校前」を駅名案として決定し、JR九州へ要望書を提出した。
工事開始により、2017年9月15日、新駅予定地東側の桂田踏切が廃止された。
JR九州は2018年（平成30年）5月に駅名を「糸島高校前駅」に決定した。
2019年（平成31年）3月16日に開業し、平日のみ快速列車が停車する。

## 歴史
- 2017年（平成29年）8月上旬：工事着工[2]。
- 2018年（平成30年）5月30日：駅名を「糸島高校前駅（いとしまこうこうまええき）」に決定[6]。
- 2019年（平成31年）3月16日：開業[7]。
- 2021年（令和3年）3月13日：ホームドアの使用を開始[8]。

## 駅構造
相対式ホーム2面2線を有する地上駅で、ホーム有効長は128メートル。駅舎は駅の南北を結ぶ自由通路と一体となった橋上駅となり、駅内には駅務室、公衆トイレ、跨線橋2か所、エレベーター2基などが設置される。
JR九州サービスサポートが駅業務を行う業務委託駅で、みどりの窓口（マルス）が設置されている。自動改札機を備え、SUGOCAの利用が可能である。

### のりば
| のりば | 路線   | 方向 | 行先                     |
| ------ | ------ | ---- | ------------------------ |
| 1      | 筑肥線 | 上り | 天神・博多・福岡空港方面 |
| 2      | 筑肥線 | 下り | 筑前前原・浜崎・唐津方面 |

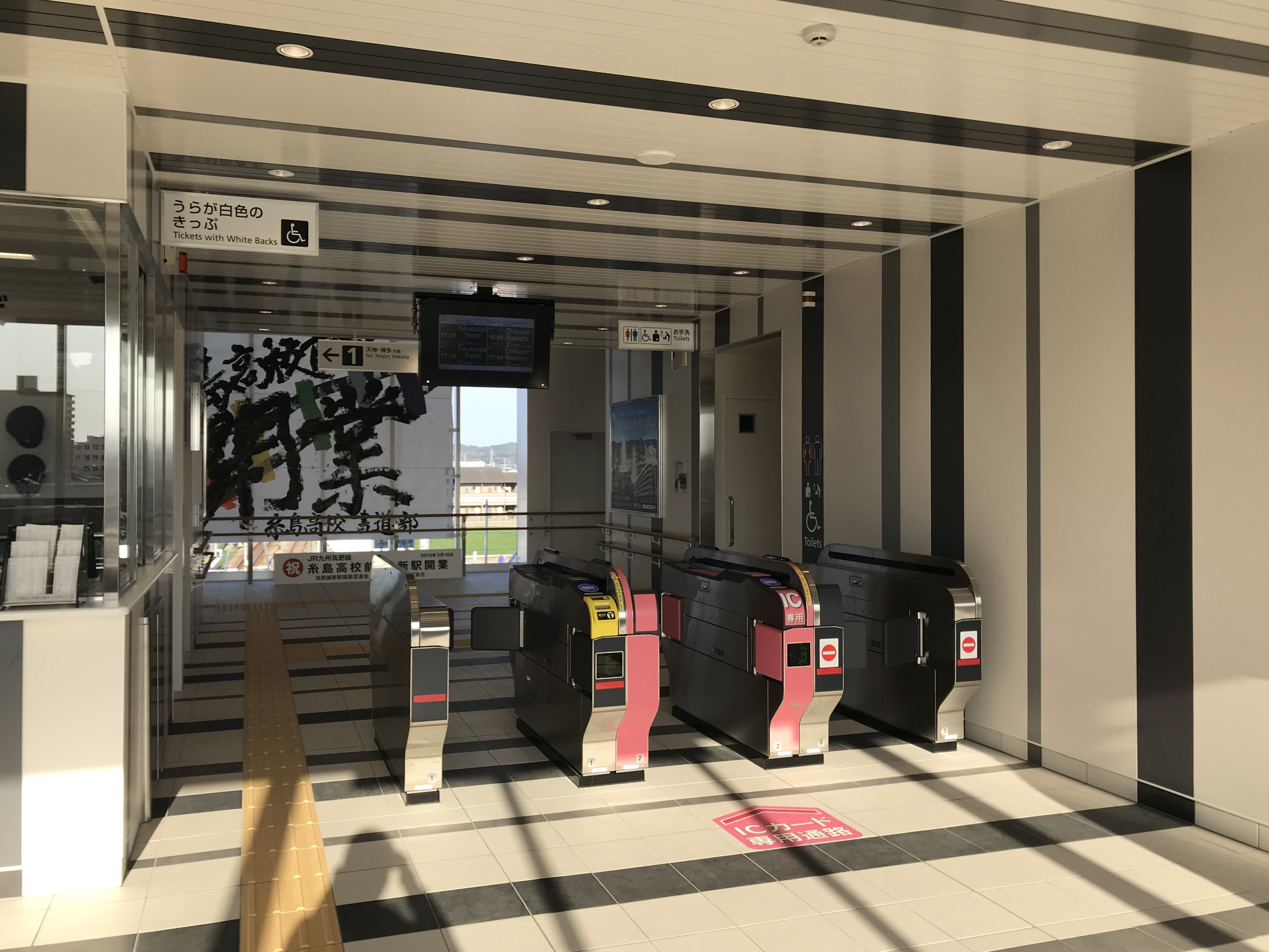
改札口（2019年3月）
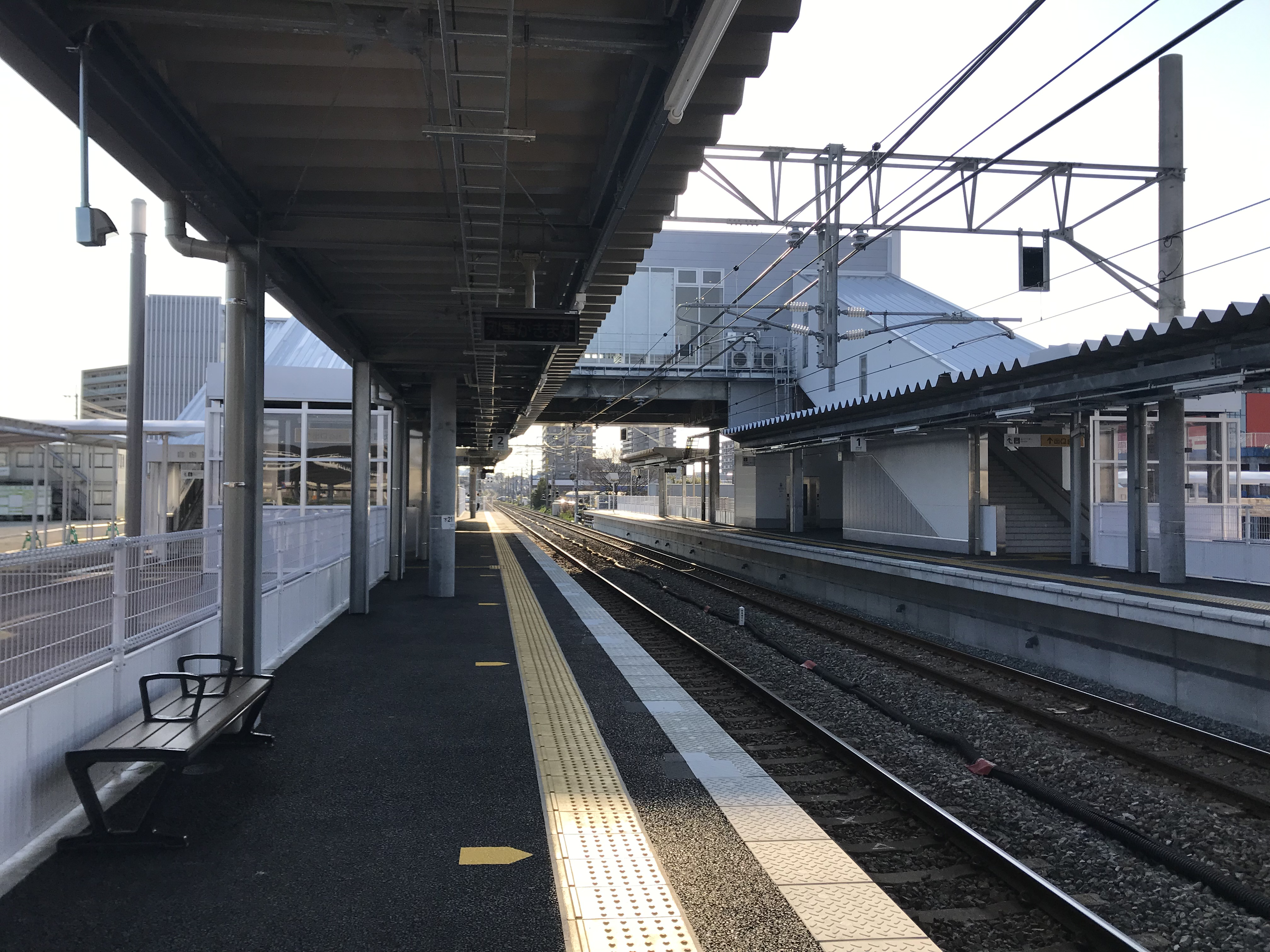
ホーム（2019年3月）

## 利用状況
2023年（令和5年）度の1日平均乗車人員は2,377人である。
JR九州及び糸島市統計白書によると、開業後の1日平均乗車人員の推移は下記の通り。
| 年度               | 1日平均 乗車人員 | 出典   |
| ------------------ | ---------------- | ------ |
| 2018年（平成30年） | 1,073            | [ 11 ] |
| 2019年（令和元年） | 1,508            | [ 12 ] |
| 2020年（令和02年） | 1,471            | [ 13 ] |
| 2021年（令和03年） | 1,820            | [ 14 ] |
| 2022年（令和04年） | 2,157            | [ 15 ] |
| 2023年（令和05年） | 2,377            | [ 9 ]  |

備考
1. ↑  2019年3月16日開業。開業日から同年3月31日までの計16日間を集計したデータ。

## 駅周辺

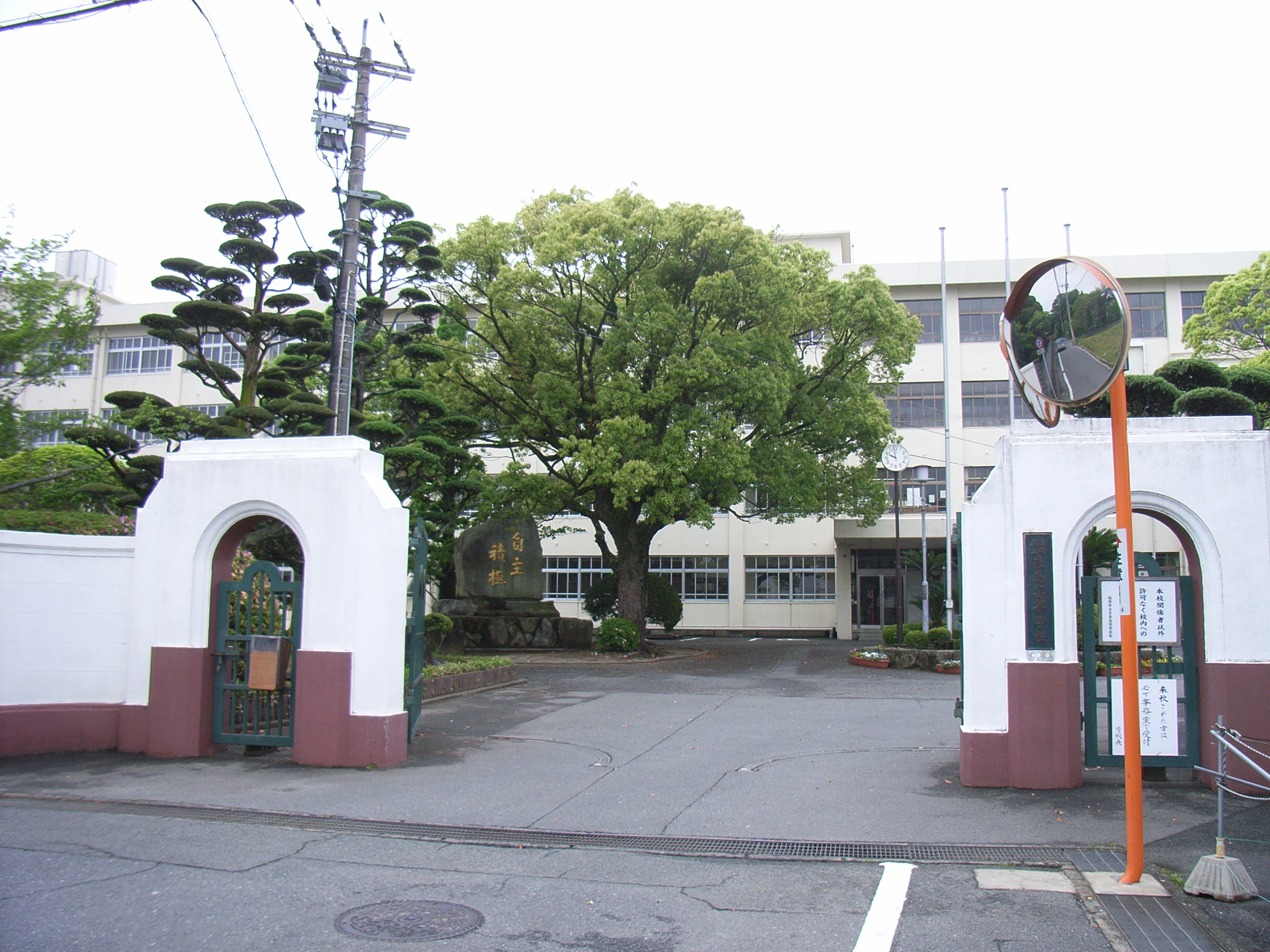
福岡県立糸島高等学校 正門

- 福岡県立糸島高等学校
- 伊都の杜
- 健康福祉センター・あごら
- 福岡県糸島総合庁舎
- ホテルAZ福岡糸島店
- サニー前原店
- ドラッグストアモリ浦志店
- 国道202号

### バス路線
北口側に「糸島高校前駅北口」停留所、南口側に「糸島高校前駅南口」停留所があり、糸島市コミュニティバス（はまぼう号）の路線が乗り入れる。
糸島高校前駅北口
- 糸島市コミュニティバス
  - 川原線
  - 前原北原線

糸島高校前駅南口
- 糸島市コミュニティバス
  - 篠原線

※かつては「糸島高校前駅南口」停留所に高速バス「ブルーライナー」（森山観光バスが運行する京阪神方面への高速バス）も停車していた。

## 隣の駅
九州旅客鉄道（JR九州）
 筑肥線
■快速（土休日）
通過
■快速（平日）・■普通
波多江駅 (JK06) - 糸島高校前駅 (JK07) - 筑前前原駅 (JK08)